# Bellenaves
Bellenaves (okzitanisch Balanava) ist eine französische Gemeinde mit 986 Einwohnern (Stand 1. Januar 2022) im Département Allier in der Region Auvergne-Rhône-Alpes; sie gehört zum Arrondissement Vichy und zum Kanton Gannat.

## Geografie
Die Gemeinde Bellenaves liegt in den nördlichsten Ausläufern des Zentralmassivs, etwa 28 Kilometer nordwestlich von Vichy. Das Gemeindegebiet wird im Süden vom Flüsschen Boublon durchquert, im Norden vom Moulinot.

## Geschichte
Im Jahr 1841 wurde die Gemeinde Saint-Bonnet-Tizon, bestehend aus den Orten Saint-Bonnet-de-Tizon und Tizon, an die Gemeinde Bellenaves angeschlossen.

## Bevölkerungsentwicklung
| Jahr                       | 1962 | 1968 | 1975 | 1982 | 1990 | 1999 | 2007 | 2016 | 2022 |
| Einwohner                  | 1068 | 1196 | 1118 | 1104 | 1006 | 1003 | 1041 | 1022 | 986  |
| Quellen: Cassini und INSEE |      |      |      |      |      |      |      |      |      |

## Verkehr
Der Bahnhof Bellenaves westlich der Ortslage liegt an der Bahnstrecke Commentry–Gannat und wird im Regionalverkehr von Zügen des TER Auvergne-Rhône-Alpes bedient.

## Sehenswürdigkeiten
- Kirche Saint-Martin (ab dem 13. Jahrhundert, Monument historique seit 1911)[1]
- Schloss Bellenaves (ab dem 14. Jahrhundert, Monument historique); während des Zweiten Weltkriegs wurden hier die Glasfenster von Notre-Dame de Paris und der Sainte-Chapelle aufbewahrt.[2]
- Musée Automobile de Bellenaves. Das im Juli 2000 eröffnete Museum zeigt in der Halle einer ehemaligen Schneckenfabrik auf rund 800 m² Ausstellungsfläche etwa 50 historische Fahrzeuge aus den 1910er bis 1980er Jahren.[3]

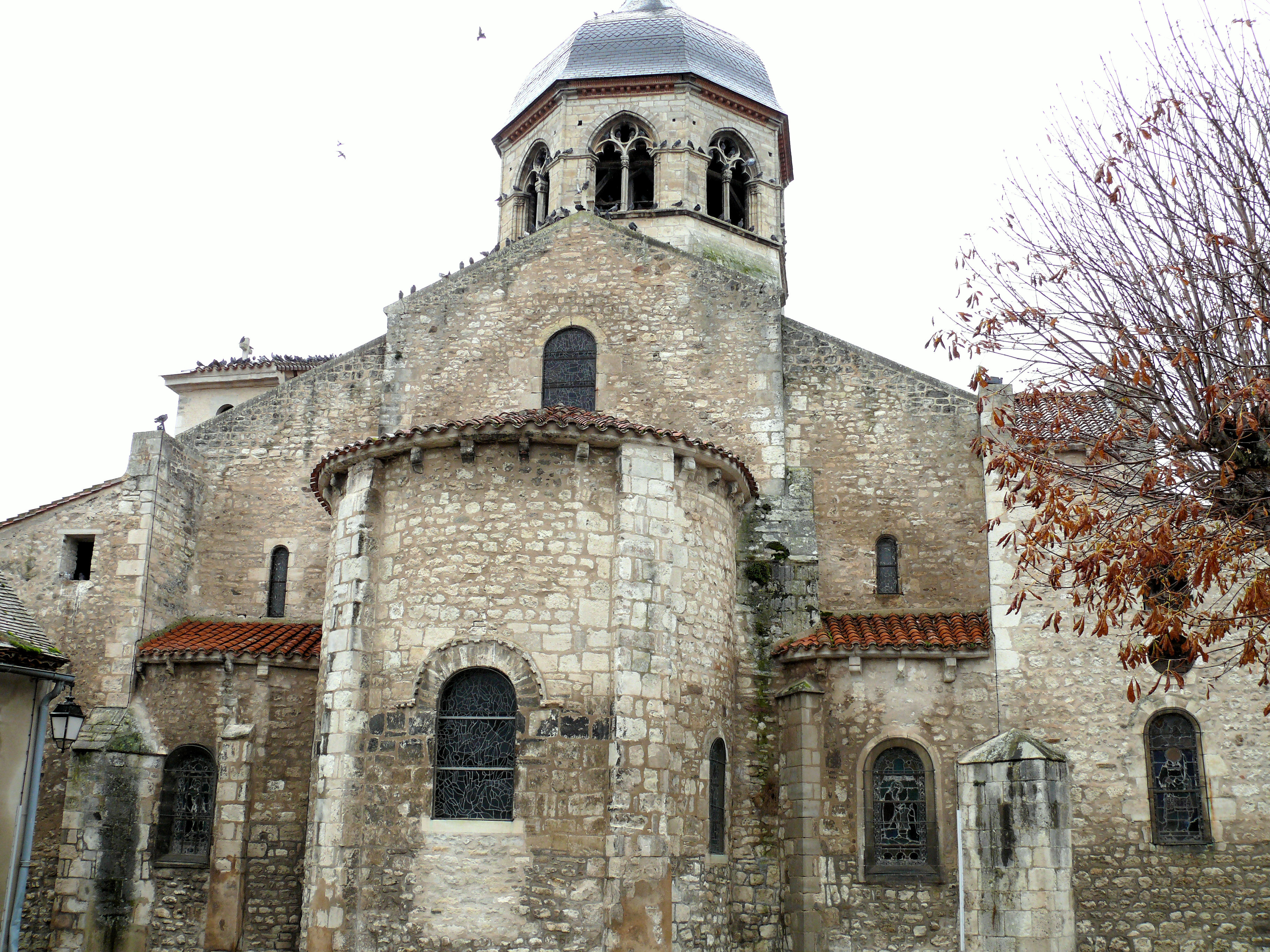
Kirche Saint-Martin
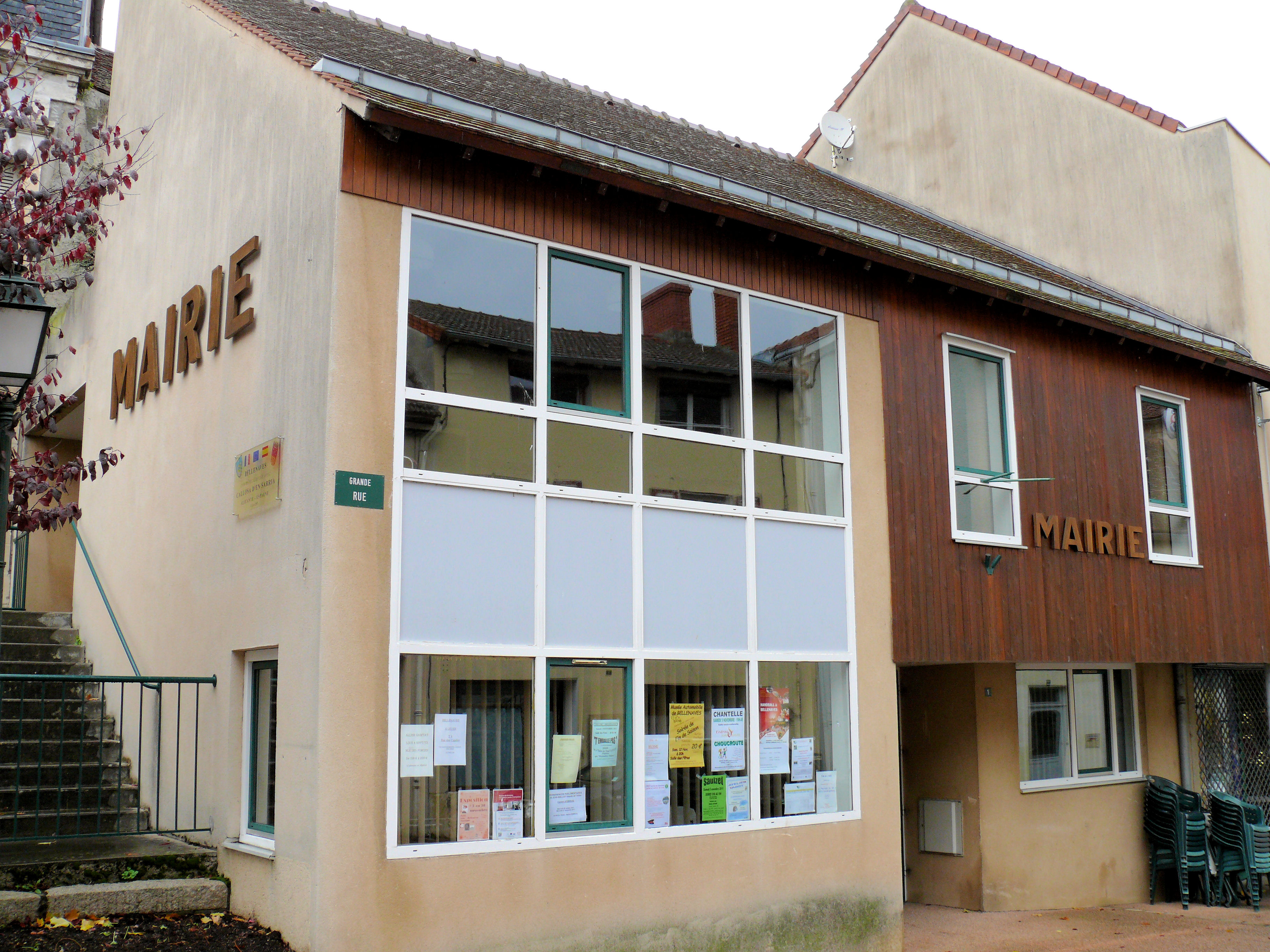
Mairie Bellenaves
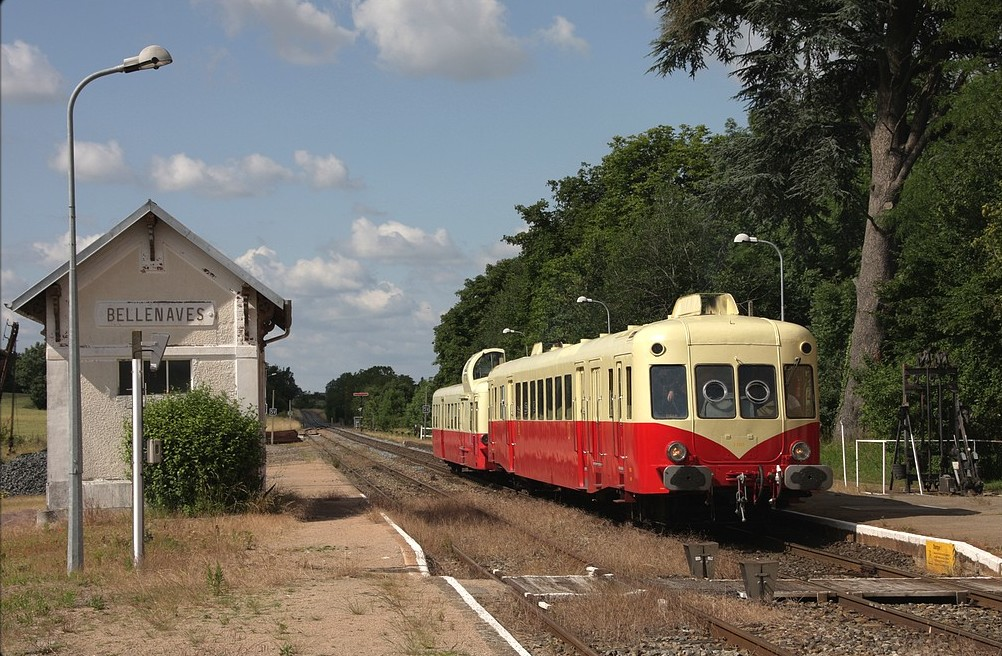
Haltepunkt Bellenaves an der Bahnlinie Montluçon-Riom

## Belege
1. ↑  Kirche Saint-Martin in der Base Mérimée des französischen Kulturministeriums (französisch)
2. ↑  Schloss Bellenaves in der Base Mérimée des französischen Kulturministeriums (französisch)
3. ↑  Website des Museums.